# Sankaku waza
Sankaku waza bzw. Sankaku tai bezeichnet die stabile 'T-Stellung' im Aikidō, in der Toris vorderer Fuß auf Uke weist, während der hintere Fuß schräg steht. Durch diese Stellung ergibt sich ein Kraftdreieck, das auf Uke zeigt und Tori ermöglicht, sich variabel zu bewegen, um den Kraftimpuls von Uke aufzunehmen und umzuleiten, ohne seine eigene Mitte zu verlieren.
Das Kraftdreieck ist dynamisch auf Uke bezogen und kann je nach Fußstellung in Omote oder Ura eingenommen werden. Bei Omote Sankaku weist die Ferse des vorderen Fußes auf die Ferse des hinteren Standfußes, wobei sich ein Kraftdreieck auf der Bauchseite des Stehenden bildet. Bei Ura Sankaku weist die Ferse des vorderen Fußes auf die Zehen des hinteren Standfußes und bildet ein Kraftdreieck im Rücken des Stehenden. Hara bleibt dabei über dem Körperschwerpunkt. Denn das Kraftdreieck entsteht nicht nur aus der geometrischen statischen Position oder Fußstellung, sondern aus der gesamten Körperhaltung. Die Position Omote und Ura Sankaku unterstützen jeweils eine hohe Standfestigkeit, ein hohes Maß an Bewegungsfreiheit aller Extremitäten und die Möglichkeit optimaler Körperkontrolle in der Bewegung.
Zu erkennen sind diese Stellungen hauptsächlich in Bewegungen des Schwertkampfes, da die Dynamik der Beziehung zwischen Angreifer und Verteidiger wechselseitig schnelle Positionsänderungen erforderlich machen.